# Drama (film)
Pour les articles homonymes, voir Drama.
Drama est un film chilien de Matias Lira sorti en 2010. Il a reçu le prix du meilleur premier film au festival international du nouveau cinéma latino-américain de La Havane. La critique chilienne a été réservée, mais la critique étrangère, moins sévère.

## Synopsis
Influencés par Dante leur professeur, trois étudiants en théâtre, Mateo le blond, María et Ángel le brun expérimentent des situations et des émotions à porter sur scène. Leur obsession à devenir de meilleurs comédiens les conduit à dépasser leurs limites... Ángel ne sait comment exprimer l'amour qu'il porte à Mateo qui, lui, entretient des rapports tumultueux avec María. Le trio est finalement en quête de lui-même dans des scènes, parfois érotiques, qui se passent notamment dans le monde de la nuit.

## Distribution
- Eusebio Arenas : Mateo.
- Isidora Urrejola : María.
- Diego Ruiz : Ángel.
- Jaime McManus : Dante.
- Fernanda Urrejola : la mère de Mateo/Julieta.
- Alejandro Goic : le père de Mateo.
- Eduardo Paxeco : Johnny.
- Benjamín Vicuña : Max.
- Diego Muñoz : Romeo.
- Cristóbal Tapia-Montt : Montesco.
- Diego Casanueva : Príncipe.
- Alejandro Trejo : Don Tonny.